# De kus (Amsterdam)

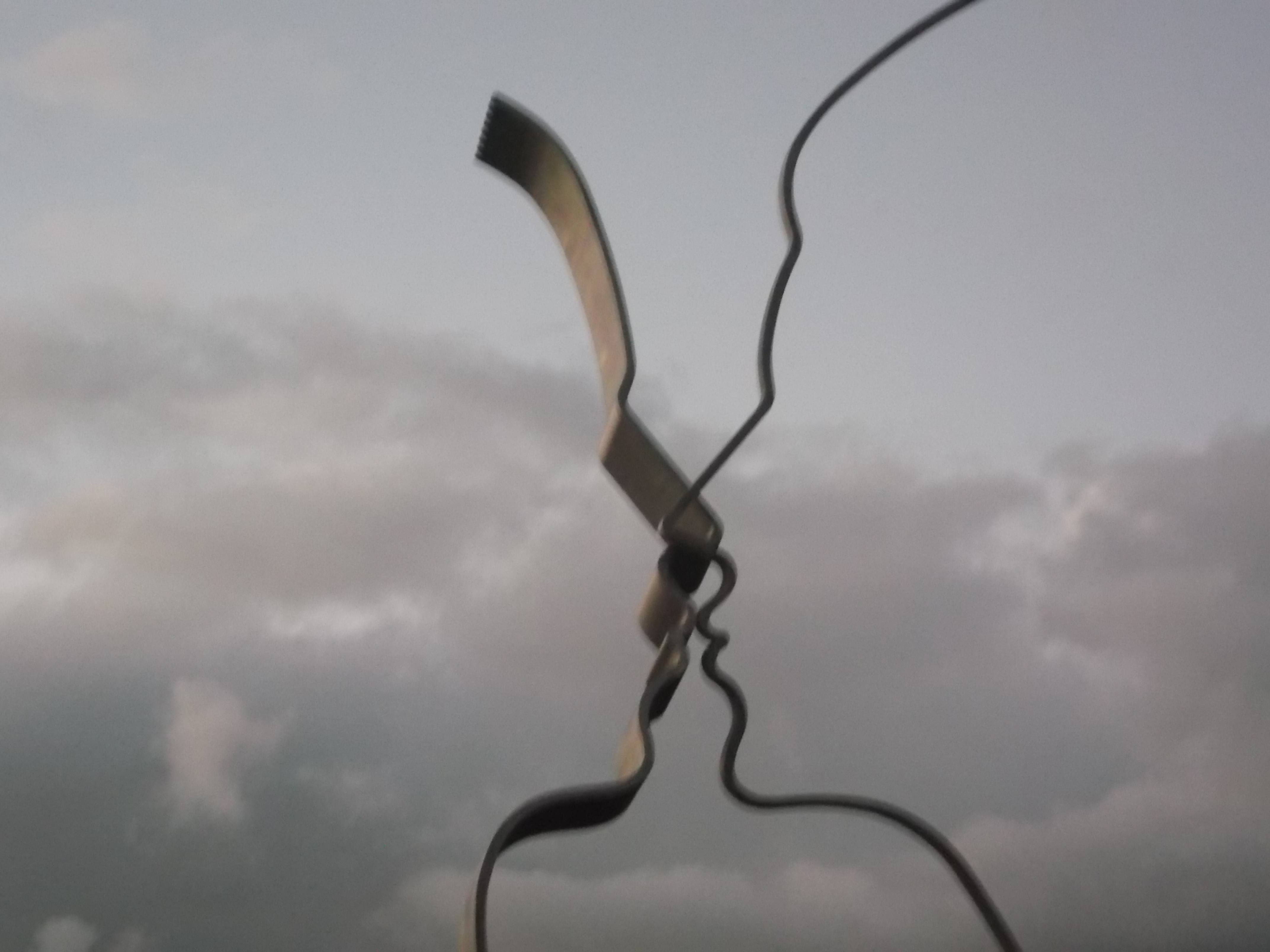
De kus in 2016, op de eerste standplaats

De kus is een roestvast stalen kunstwerk van Jeroen Henneman. Het werd ontworpen op verzoek van Koninklijke Bijenkorf Beheer voor plaatsing bij haar nieuwe hoofdkantoor aan de Bijlmerdreef in Amsterdam-Zuidoost. In 1982 kwam het gereed.

## Ontwerp
De kunstenaar kreeg inspiratie voor het werk door te spelen met ijzerdraad en het werken met een soldeerbout met zilverdraad. Na enige bewerking ontstond iets wat op een kus leek. Henneman zag het als een ruimtelijke tekening.
De kus bestaat uit drie delen, samen ongeveer zestien ton wegend. De belangrijkste onderdelen zijn twee roestvast stalen platen van 1,5 meter (man) en 30 centimeter breed (vrouw). Zij vormen twee gezichtsprofielen, die in de hoogte naar elkaar toe neigen en op de plaats van de lippen elkaar raken. Dit thema wordt pas zichtbaar als de toeschouwer er recht voor staat. In 1983 werd het beeld onderscheiden met de Nederlandse staalprijs (Nationale staalprijs) van de Stichting Staalcentrum Nederland (SSN), in 1985 kreeg het de Europese Staalprijs van de Europese staalconstructiebedrijven (ECCS). In 2007 maakte Henneman opnieuw een Kus, ditmaal voor Apeldoorn.

## Verplaatsing
De Bijenkorf verkocht in 2015 haar kantoor en de nieuwe eigenaar wilde van het beeld af. Er werd gezocht naar een alternatieve plek, waarbij de kunstenaar Rudi Fuchs inschakelde in zijn hoedanigheid van curator van ArtZuid. Dat bleef echter zonder resultaat. Het beeld werd gedemonteerd en opgeslagen. De gemeente Amsterdam ging samen met de kunstenaar op zoek naar een nieuwe plaats. Het plastiek bleek gewild bij andere stadsdelen, maar Zuidoost wilde het niet kwijt; het stadsdeel vond dat het beeld iets was om trots op te zijn. Voor herplaatsing stelde Henneman ruimtelijke voorwaarden. Het beeld moest rondom vrij staan, maar wel in een bebouwde omgeving. Zo'n plek werd in 2020 gevonden op het Anton de Komplein, richting politiebureau.